# Берлин, Яков Абрамович
Яков Абрамович Берлин (род. 21 февраля 1880, Ростов-на-Дону — 1 декабря 1923) — российский историк, культуролог, этнограф.

## Работы
Родился в Ростове-на-Дону (Область Войска Донского) в еврейской купеческой семье, поселившейся в городе в 1872 году. Семья жила на Малой Садовой улице, дом № 23. Мать — Татьяна Исааковна Берлин — была зачислена в купеческое сословие 13 декабря 1879 года.
Автор более 30 книг, а также работ, опубликованных в «Юном читателе», «Юной России», «Всходах», «Товарище», «Роднике», «Вокруг света». Серию «Старшие братья среди семьи народов» цензура конфисковала и уничтожила.

### Избранные сочинения
- Берлин Я. А. Великая семья человечества : Рассказы о том, как люди устраивают свою жизнь на земле. — 2-е изд. — М.: ред. журн. «Юная Россия», 1911—1914. — 4 т. — (Библиотека для семьи и школы).
  -  — М. ; Л. : Гос. изд., 1925. — (Культ.-ист. б-ка).
- Берлин Я. А. Дела и думы людские. — М.: Ред. журн. «Юная Россия», 1914—1915. — 8 т. — (Дешевая библиотека для семьи и школы).
- Берлин Я. А. Дела и люди средневековья : Картинки средневековой жизни и нравов. — СПб.: тип. спб. АО «Слово», 1907. — 89 с. — (Библиотека юного читателя ; 1907 — № 12, дек.)
- Берлин Я. А. Из истории трудящихся : Культурно-исторические очерки. — М., 1908.
- Берлин Я. А. Из светлых дней Эллады : Очерки древнегреч. культуры. — М.: Т-во И. Д. Сытина, 1914. — 155 с.
- Берлин Я. А. История книги : Культур.-ист. очерк. — СПб.: О. Н. Попова, 1906. — 100 с.
- Берлин Я. А. Люди всякого чина и звания : Культур.-ист. очерки. — М.: ред. журн. «Юная Россия», 1910. — 6 т. — (Библиотека для семьи и школы).
- Берлин Я. А. Меньшие братья в семье народов : [Очерки быта и нравов дикарей]. — 4-е изд. — М.: Ред. журн. «Юная Россия», 1914—1918. — 17 т. — (Дешевая библиотека для семьи и школы).
- Берлин Я. А. Образы минувшего : Рассказы о духов. героях былых времен. — М.: ред. журн. «Юная Россия», 1908. — 315 с. — (Библиотека для семьи и школы).
- Берлин Я. А. Старшие братья в семье народов : [Очерки соврем. культуры передовых стран]. — М.: Ред. журн. «Юная Россия», 1907—1908. — 3 т. — (Библиотека для семьи и школы).
  -  — 2-е изд. — М.: Ред. журн. «Юная Россия», 1912. — (Дешевая библиотека для семьи и школы).

## Семья
Брат — Павел (1877—1962), публицист, историк.